# Anatella schmitzi
Anatella schmitzi är en tvåvingeart som beskrevs av Landrock 1925. Anatella schmitzi ingår i släktet Anatella och familjen svampmyggor. Arten är reproducerande i Sverige. Inga underarter finns listade i Catalogue of Life.